# 존 패브로 (연설문 작성가)

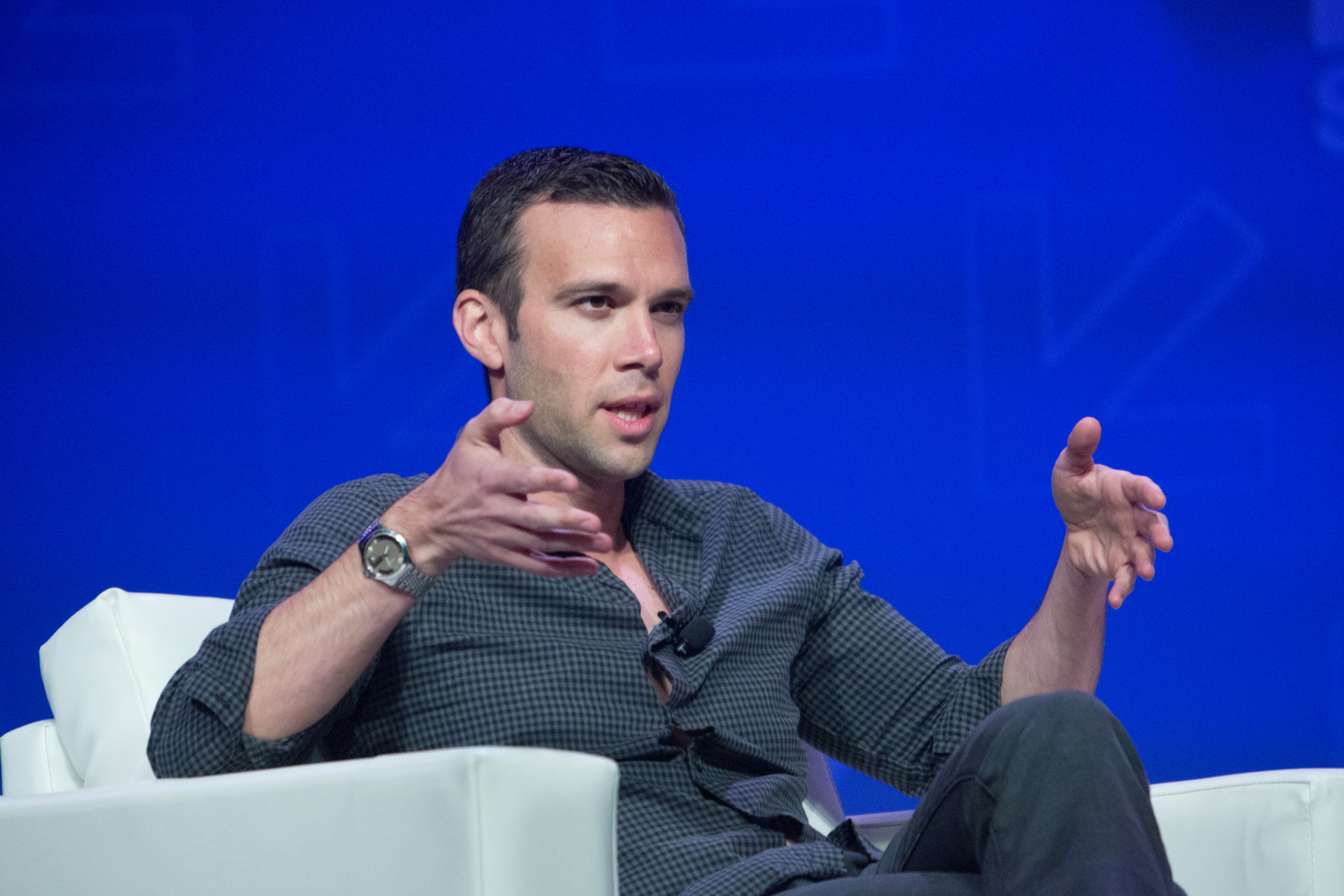
존 패브로

조너선 에드워드 패브로(영어: Jonathan Edward Favreau, 1981년 6월 2일 ~ )는 미국의 정치 평론가이다.
패브로는 성십자 대학에 다녔고, 그곳에서 수많은 공동체와 시민 프로그램에 참여하거나 감독했다. 또한 졸업생으로서 졸업하기 전에 수많은 학문적 영예를 쌓았다. 졸업 후, 그는 2004년 존 케리 대통령 선거 운동을 위해 일하며 선거 운동을 위한 토크 라디오 뉴스를 수집하는 일을 했고, 부 연설문 작성자의 역할로 승진했다. 패브로는 케리 후보 선거 운동을 하는 동안 일리노이 주 상원의원이었던 버락 오바마를 처음 만났다.
2005년 오바마의 커뮤니케이션 디렉터 로버트 깁스는 연설문 작성자로서 패브로를 오바마에게 추천했다. 패브로는 오바마가 미국 상원에 당선된 직후 오바마의 연설문 작성자로 고용되었다. 오바마와 패브로는 가까워졌고, 오바마는 그를 그의 "마인드 리더"라고 불렀다. 그는 그의 성공적인 대선 캠페인 동안 오바마와 함께 선거 유세에 나섰다. 2009년 그는 연설문 작성 책임자로 백악관 참모진에 임명되었다.
2017년 1월, 그는 전 오바마 직원인 토미 비터, 존 러브트와 함께 자유주의 미디어 회사인 크로브 미디어를 공동 설립했고, 비터, 러브트, 댄 파이퍼와 함께 정치 팟캐스트 팟 세이브 아메리카를 공동 진행하기 시작했다.

## 생애
패브로는 윈체스터 병원에서 태어나 매사추세츠주에서 자랐다. 패브로의 아버지는 프랑스계 캐나다인, 어머니는 그리스계 캐나다인이다. 패브로는 2003년 예수회 대학을 졸업하고 정치학 학위를 받았다. 성십자회에서 그는 대학 민주당원들의 회계 및 토론 위원회 위원장이었다. 1999년부터 2000년까지 복지연대 프로젝트에 참여했고, 결국 이사가 되었다. 2002년, 그는 실업자들의 이력서와 면접 기술을 향상시키기 위한 계획의 책임자가 되었다. 또한 대학에서 2001년 찰스 A 상을 수상하는 등 다양한 영예를 얻었다. 대학 신문의 편집자로 일하면서 신문을 팔아 여분의 수입을 벌었고 존 케리의 사무실에서 인턴으로 일하기도 했다.

## 케리 캠페인
그는 성십자 대학을 졸업한 직후 존 케리 상원의원의 2004년 대통령 선거 운동에 참여했다. 패브로의 일은 케리 캠프가 다음 날 검토할 토크 라디오 프로그램의 오디오 클립을 조립하는 것이었다. 케리 후보의 선거 운동이 어느 순간 흔들리면서 연설문 작성가의 필요성을 느꼈고, 패브로를 연설문 작성자 대리로 승진시켰다. 케리의 패배 후 패브로는 정치에 낙담했고, 다시 이런 일을 할 수 있을 것인지에 대해 확신하지 못했다.

## 오바마 캠페인
케리 후보의 선거 운동을 위해 일했던 오바마의 커뮤니케이션 보좌관 로버트 깁스는 패브로를 오바마에게 추천했고, 2005년 그는 버락 오바마의 상원 사무실에서 일하기 시작한 후 2006년 오바마의 대통령 선거 운동에 수석 연설문 작성자로 합류했다.
패브로는 벤 로즈와 코디 키넌을 포함한 캠페인을 위한 연설문 작성 팀을 이끌었다. 패브로는 선거운동을 위해 매일 아침 5시에 일어나 새벽 3시까지 깨어있었다. 다른 오바마 연설 작가들 사이에서 그의 리더십 스타일은 매우 비공식적이었다. 패브로 팀은 작은 회의실에서 만나 저녁 늦게까지 테이크아웃 음식을 먹으며 일에 대해 논의하곤 했다.
그는 연설가이자 작가로서 오바마의 유명한 능력 때문에 자신의 위치를 "테드 윌리엄스의 타격 코치"에 비유했으며, 오바마는 패브로를 "자신의 마음을 읽는 사람"이라 칭했다. 둘은 야구 팬으로서 라이벌 사이이기도 했다. 당시 패브로는 보스턴 레드삭스를 응원했고, 오바마는 시카고 화이트삭스의 팬이었는데, 2005년 아메리칸 리그 플레이오프에서 화이트삭스가 레드삭스를 3대0으로 꺾자 오바마는 작은 빗자루와 함께 패브로의 책상을 쓸어버렸다.

## 백악관 연설문 작성 책임자 (2009-2013)
2009년 오바마 대통령이 취임하면서, 패브로는 대통령의 보좌관과 연설문 작성 책임자로 임명되었다. 이로써 패브로는 제임스 팰로우스에 이어 두 번째 최연소 백악관 수석 연설문 작성자가 되었다. 패브로의 연봉은 172,200달러로, 한화로 대략 2억 원이었다.

## 백악관 이후
2013년 3월, 패브로는 백악관을 떠나 민간 부문 컨설팅과 각본 일을 했다. 또한 통신회사를 설립하고 2013년부터 2016년까지 데일리 비스트를 위해 글을 썼으며, 현재 렛 아메리카 투표(Let America Vote)라는 정치행동단체의 자문 위원회에서 일하고 있다.

## 평가
- 2009 타임지, "세계에서 가장 영향력 있는 100인"[21]
- 2009 GQ, "가장 강력한 50 D.C." 33위[22]
- 2009 배니티 페어, "새로운 기득권층"[23]

## 논란
2008년 패브로가 한 파티에 참석해 힐러리 클린턴 차기 국무장관 지명자의 실물 크기 사진 간판을 곁에 두고 껴안으면서 한 손을 머리에 대 감싸는 듯한 자세를 취하고 다른 한 손으로는 가슴을 만지는 흉내를 내어 논란이 되었다. 이 사진은 누군가에 의해 곧바로 페이스북에 올려졌고, 순식간에 퍼져나갔다. 그는 클린턴에 직접 접촉해 문제가 된 논란에 대한 사죄를 한 것으로 알려졌다. 이에 대해 상원 의원실은 "클린턴 상원의원은 국무부에 대한 존의 분명한 관심을 알고 기뻐하며, 현재 그의 지원서를 검토하고 있다"고 농담으로 화답했다.